# WikiWikiWeb

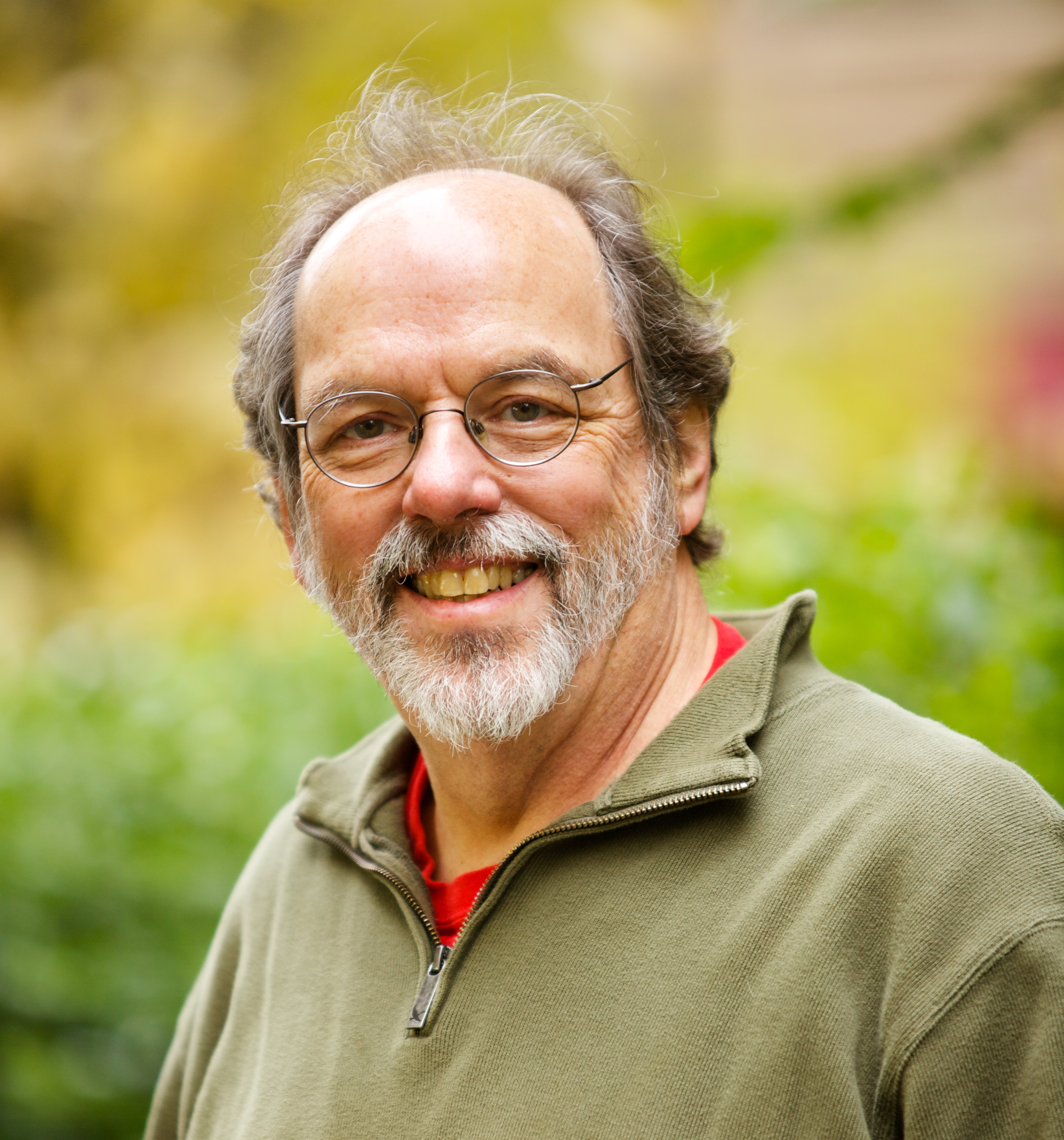
Ward Cunningham el 2011

WikiWikiWeb és el primer wiki de la història, és a dir, el primer lloc web modificable pels usuaris. El va posar en marxa el 25 de març del 1995 el seu inventor, el programador Ward Cunningham, com a complement del Portland Pattern Repository, un lloc web sobre patrons de disseny de programari. Al principi, el nom WikiWikiWeb també era el del motor wiki que feia anar el lloc web, escrit en el llenguatge de programació Perl, però més endavant el programa es va rebatejar com a "WikiBase". Sovint, els seus usuaris anomenen el lloc simplement "Wiki", i entre els usuaris pioners de la xarxa de wikis que es va anar creant hi havia la convenció que, quan s'utilitzava la paraula amb majúscula inicial, era sempre en referència al lloc original.

## Història
El programa i el lloc web els va desenvolupar durant el 1994 Cunningham per facilitar l'intercanvi d'idees entre programadors. El concepte es basava en les idees desenvolupades a les "piles" de HyperCard que Cunningham havia creat al final dels anys 1980. El 25 de març del 1995 va instal·lar el programa a c2.com, el lloc web de la seva empresa (Cunningham & Cunningham). Se li va acudir el nom WikiWikiWeb en recordar que un treballador del mostrador de l'Aeroport Internacional de Honolulu li havia dit que agafés el Wiki Wiki Shuttle, una línia d'autobús llançadora que circula entre les terminals de l'aeroport. "Wiki Wiki" és una reduplicació de "wiki", una paraula hawaiana que vol dir 'ràpid'. La intenció de Cunningham era fer que els usuaris poguessin modificar ràpidament les pàgines del lloc web, així que primer va pensar anomenar-lo "QuickWeb" ("web ràpid"), però després va canviar d'idea i li va posar "WikiWikiWeb".
A Maig 2015, la pàgina WelcomeVisitors ("benvinguts, visitants") de WikiWikiWeb contenia la descripció següent en anglès:
A WikiWikiWeb, els hiperenllaços entre pàgines es creen unint paraules amb majúscula inicial, una tècnica coneguda com a CamelCase. Aquesta convenció de format en el wikitext encara la segueixen alguns motors wiki més recents, mentre que d'altres, com ara el programa MediaWiki, que fa funcionar Wikipèdia, permeten els enllaços sense CamelCase.
El desembre del 2014, WikiWikiWeb va patir l'atac de vàndals, i ara és en un estat de només lectura. El dia 1 de febrer del 2015, Cunningham va anunciar que Wiki s'havia reescrit i s'havia traslladat al nou projecte Federated Wiki.